# Gustavo Adolfo Bécquer

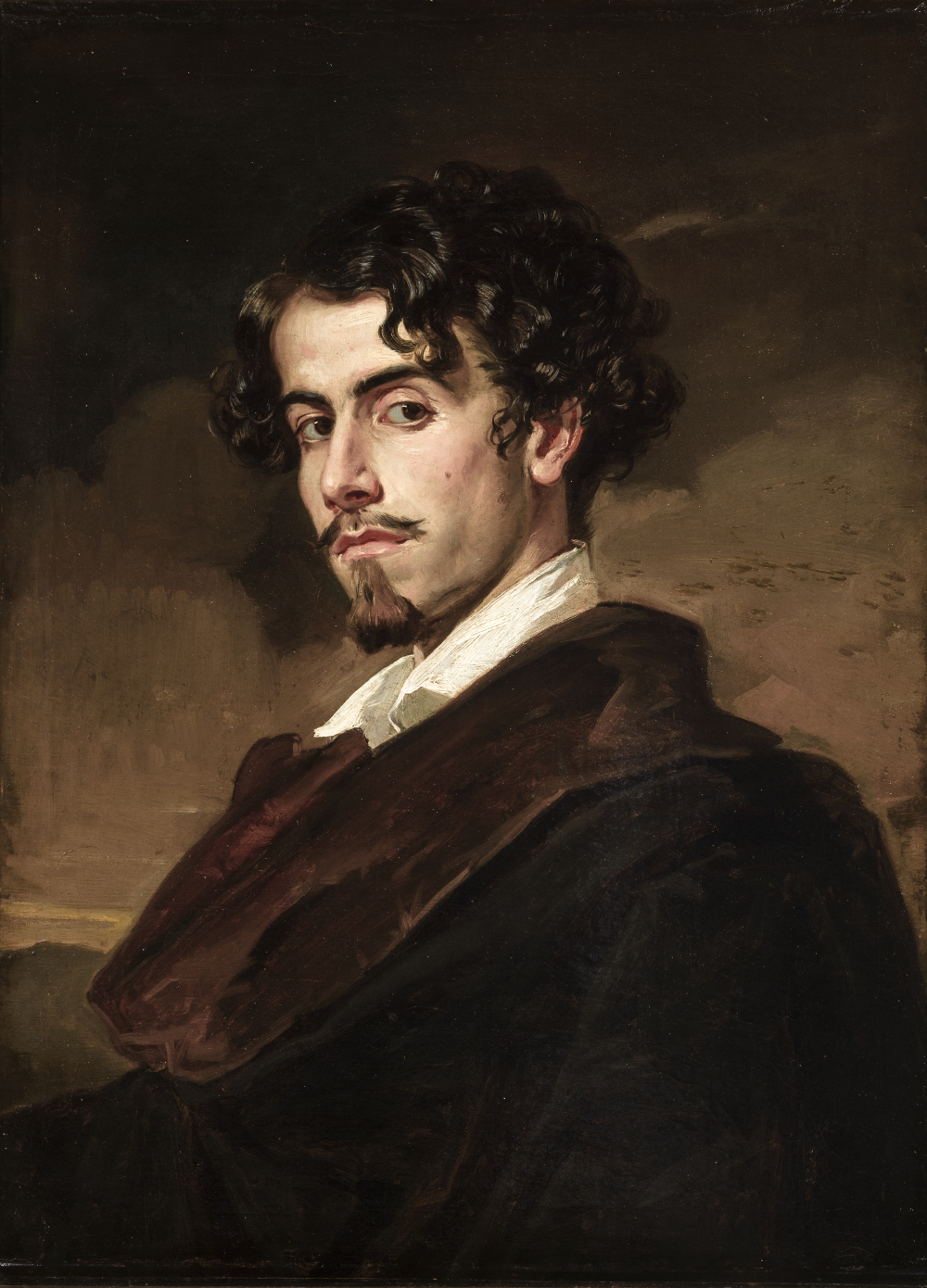
Gustavo Adolfo Bécquer (1862)

Gustavo Adolfo Bécquer (* 17. Februar 1836 in Sevilla als Gustavo Adolfo Domínguez Bastida; † 22. Dezember 1870 in Madrid) war einer der bekanntesten Autoren der spanischen Romantik.

## Leben
Im Alter von fünf Jahren verlor Gustavo Bécquer seine Mutter, Joaquina de la Bastida y Vargas, die acht Waisenkinder hinterließ. Weniger als fünf Jahre später starb auch sein Vater, José Domínguez Bécquer, ein in Sevilla sehr bekannter und angesehener Maler, der wie später sein Sohn den Künstlernamen Bécquer (angeblich flämischen Ursprungs, deshalb auch die Schreibweise „Becker“) verwendet hatte. Er wurde von seiner Taufpatin aufgenommen und lebte bis 1854 in Sevilla.
Gustavo Bécquer entschied sich für ein Literaturstudium und versuchte sein Glück in der Hauptstadt Madrid. In dieser Zeit veröffentlichte er Artikel in Lokalzeitungen und Zeitschriften, jedoch blieb der Erfolg aus. Um Geld zu verdienen, schrieb er für die Dirección de Bienes Nacionales, wurde aber bald entlassen, als ihn sein Vorgesetzter beim Zeichnen einiger Szenen aus Shakespeares Werken ertappte. 1858 hielt er sich wieder in Sevilla auf, wo er aufgrund von Tuberkulose oder Syphilis nicht seiner Arbeit nachgehen konnte. In dieser Zeit festigte sich seine Beziehung zu seinem Bruder Valeriano, der wie der Vater Maler geworden war. 1861 heiratete Bécquer; die Ehe, der zwei Kinder entstammten, wurde jedoch unglücklich, und es kam zur Trennung. Von 1864 bis 1868 arbeitete er als Romanzensor, wobei er aber nachlässig vorging und daher unter Kritik geriet. Mit 34 Jahren starb er in Madrid an einer unbekannten Krankheit.

## Werk
Obwohl Bécquer zu einer Zeit lebte, in der sich in Spanien der Realismus durchgesetzt hatte, lassen sich seine Werke noch der Romantik zuordnen. Die meisten seiner Arbeiten wurden erst postum von Freunden veröffentlicht, und so war Bécquer zeit seines Lebens nur wenig bekannt. Mit ihm erreicht die romantische Poesie in einer Zeit, in der sie im übrigen Europa schon passé war, ihren späten Höhepunkt. In seinen Gedichten, die von Heinrich Heine beeinflusst sind, wendet sich Bécquer zu einer reflektierten Gefühlssprache; er hat die Entwicklung der spanischen Lyrik der Moderne hin zu Juan Ramón Jiménez oder Antonio Machado überhaupt erst möglich gemacht.
Seine berühmtesten Werke sind Rimas („Reime“) und Leyendas („Legenden“). Häufig werden beide Teile in Sammelausgaben veröffentlicht.

### Rimas
Von den schlicht Rimas („Reime“) genannten Gedichten Bécquers sind nur 15 zu seinen Lebzeiten erschienen, in verschiedenen Zeitungen wie El Contemporáneo, El Museo Universal und La Ilustración de Madrid. In den Unruhen der Septemberrevolution von 1868 ging das Manuskript verloren und musste vom Autor mit Hilfe von Freunden wieder rekonstruiert werden. Doch auch dieses zweite Manuskript, genannt Libro de los gorriones (Buch der Sperlinge), ging verloren und wurde erst 1914 wiedergefunden. Heute wird es in der Nationalbibliothek von Madrid aufbewahrt. Erst postum gaben Freunde des Verstorbenen die beiden Bände Rimas y Leyendas heraus, vor allem, um der Witwe aus wirtschaftlichen Schwierigkeiten zu helfen. Die ursprünglichen Gedichte wurden mit der Zeit um weitere ergänzt; die Ausgabe von Colección Austral umfasst 76.
Die von Verlust und Vergänglichkeit berichtenden Gedichte strahlen Einfachheit und Leichtigkeit aus und konzentrieren sich auf die Liebesthematik, aber es sind „überarbeitete Gefühle“, Ideen über Gefühle. Das lyrische Ich sucht nach dem Absoluten und Unmöglichen, deshalb wird Bécquer auch „poeta del amor desesperado“ (Dichter der unmöglichen Liebe) genannt. Die zugrunde liegende Grundstimmung ist durchwegs melancholisch. Entgegen dem Titel handelt es sich nicht um durchgehend gereimte Lyrik, sondern die Assonanz ersetzt zunehmend den Endreim. Die Sprache Bécquers ist frei von Rhetorik und Pathos, entgegen der sonst in der spanischen Romantik vorherrschenden Neigung zum Überschwänglichen. Dies unterscheidet seine Lyrik etwa von derjenigen von José de Espronceda.
Die Rimas wurden von Komponisten wie Isaac Albéniz oder Joaquín Turina vertont.

### Leyendas
Die (je nach Ausgabe) 18 bis 22 Prosalegenden strahlen eine spukhafte Atmosphäre aus und erinnern an E. T. A. Hoffmann; Bécquer erweist sich hier als vorzüglicher Novellist und als Vorläufer der phantastischen Literatur. Es handelt sich durchwegs um „unerhörte Begebenheiten“, oft mit Horroreffekten; Thema ist das Geheimnisvolle, Unerklärliche. Der Autor legt ein psychologisches Interesse an Phänomenen des Wahnsinns, der Angst, der neurotischen Zwangsvorstellung an den Tag. Die Texte sind in poetischer Prosa geschrieben, in einem traumhaften Ambiente, in der Tradition der Schauerromantik. Oft sind sie auch in Rahmenerzählungen eingebettet.
Die Leyendas beinhalten folgende Legenden:
- El caudillo de las manos rojas, 1858.
- La vuelta del combate, 1858. (Fortsetzung: El caudillo de las manos rojas).
- La cruz del diablo, 1860.
- La ajorca de oro, 1861.
- El monte de las ánimas, 1861.
- Los ojos verdes, 1861.
- Maese Pérez, el organista, 1861.
- Creed en Dios, 1862.
- El rayo de luna, 1862.
- El Miserere, 1862.
- Tres fechas, 1862.
- El Cristo de la calavera, 1862.
- El gnomo, 1863.
- La cueva de la mora, 1863.
- La promesa, 1863.
- La corza blanca, 1863.
- El beso, 1863.
- La Rosa de Pasión, 1864.
- La creación, 1861.
- ¡Es raro!, 1861.
- El aderezo de las esmeraldas, 1862.
- La venta de los gatos, 1862.
- Apólogo, 1863.
- Un boceto del natural, 1863.
- Un lance pesado.
- Memorias de un pavo, 1865.
- Las hojas secas.
- Historia de una mariposa y una araña.
- La voz del silencio, 1923. Freigegeben durch Fernando Iglesias Figueroa.
- La fe salva, 1923. Freigegeben durch Fernando Iglesias Figueroa.
- La mujer de piedra. Unvollendet.
- Amores prohibidos.
- El rey Alberto.

### Deutsche Ausgaben

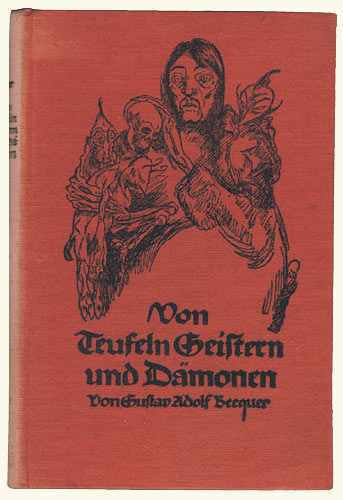
Band 8 aus der Galerie der Phantasten von Hanns Heinz Ewers, 1922. Illustriert von Paul Haase

- Der Dichter, die Liebe, die Einsamkeit, der Tod: Gedichte; spanisch und deutsch = El poeta, el amor, la soledad, la muerte. Einführung und Übertragung von Peter Becker. 2., überarb. Auflage. Düsseldorf: Ahorn-Verlag, 2006. ISBN 978-3-00-018984-5, ISBN 3-00-018984-X.
- Das Teufelskreuz: unheimliche Legenden. [Aus dem Span. von Kristina Hering. Hrsg. von Rainer Schlesier] Leipzig: Dieterich, 1990 (Sammlung Dieterich; Bd. 411) ISBN 3-7350-0057-6.
- La ajorca de oro. / Der goldene Armreif. Legenden. Reclam, 1987 (Spanisch/Deutsch). ISBN 978-3-1500-8398-7.
- Die grünen Augen: Phantasiestücke. Aus dem Spanischen übersetzt von Fritz Vogelsang. Frankfurt/Main; Berlin; Wien: Ullstein, 1984 (Ullstein-Buch; Nr. 39086: Klett-Cotta im Ullstein-Taschenbuch). ISBN 3-548-39086-2.